# 暗棘鮗
暗棘鮗為輻鰭魚綱鱸形目鱸亞目七夕魚科的其中一種，分布於西南太平洋區的紐西蘭海域，棲息深度約4公尺，體長可達30公分，棲息在潮間帶的岩石區，屬肉食性，以軟體動物、甲殼類等為食。

## 擴展閱讀
維基物種上的相關：暗棘鮗